# Estação Nagornaia
Nagornaia (em russo:  Нагорная) é uma das estações da linha Serpukhovsko-Timiriasevskaia (Linha 9) do Metro de Moscovo, na Rússia. Estação «Nagornaia» está localizada entre as estações «Nakhimovskii Prospekt» e «Nagatinskaia».